# Chiridota exuga
Chiridota exuga is een zeekomkommer uit de familie Chiridotidae.
De wetenschappelijke naam van de soort werd in 1986 gepubliceerd door Gustave Cherbonnier.